# 1998年美國網球公開賽
1998年美国网球公开赛於1998年8月31日至9月14日在美國USTA比莉·瓊·金國家網球中心舉行。這是第117屆的美國網球公開賽。

## 冠军
单打列出冠亚军以及决赛比分，双打列出冠军组合。

### 男子单打
主条目：1998年美國網球公開賽男子單打比賽
帕特里克·拉夫特（澳洲）6-3, 3-6, 6-2, 6-0 馬克·菲利普西斯（澳洲）

### 女子单打
主条目：1998年美國網球公開賽女子單打比賽
林賽·達文波特（美国）6-3, 7-5 玛蒂娜·辛吉斯（瑞士）

### 男子双打
主条目：1998年美國網球公開賽男子雙打比賽
桑登·施托勒（澳洲）/西羅·薩克（捷克）

### 女子双打
主条目：1998年美國網球公開賽女子雙打比賽
玛蒂娜·辛吉斯（瑞士）/雅娜·诺沃特娜（捷克）

### 混合双打
主条目：1998年美國網球公開賽混合雙打比賽
小威廉姆斯（美国）/马克斯·米尔内（白俄羅斯）

## 外部連結
- 官方網站（页面存档备份，存于）

| 前任： 1997年美國網球公開賽     | 美國網球公開賽 | 繼任： 1999年美國網球公開賽 |
| 前任： 1998年温布尔登網球錦標賽 | 網球大滿貫     | 繼任： 1999年澳洲網球公開賽 |